# أرهان (صائين قلعة)
أرهان (بالفارسية: ارهان) هي قرية تقع في إيران في قسم صائين قلعة الریفي. يقدر عدد سكانها بـ 1,077 نسمة .